# 圭亞那克羅比麗魚
圭亞那克羅比麗魚（学名：Krobia guianensis）為輻鰭魚綱鱸形目隆頭魚亞目慈鯛科的其中一種，种加词 guianensis 意为“圭亚那的”。分布於南美洲圭亞那的淡水流域，體長可達12.8公分，棲息在底中層水域，生活習性不明。